# Ćwiczenie dowódczo-sztabowe
Ćwiczenie dowódczo-sztabowe – rodzaj ćwiczenia taktycznego, operacyjnego lub strategicznego, którego głównym celem jest doskonalenie umiejętności dowódców i sztabów w zakresie organizacji i prowadzenia działań bojowych (walki i operacji) w różnych warunkach współczesnego pola walki. Ćwiczenia dowódczo-sztabowe przeprowadza się na mapach lub w terenie. Zespół ćwiczący stanowi jednolity w swej strukturze organ dowodzenia wojskami. Każdy z uczestników wypełnia obowiązki funkcyjne zgodnie ze swoim stanowiskiem.
Obejmują one również wszystkie wojskowe struktury organizacyjne, które spełniają funkcje dowódcze (kierownicze) bez względu na charakter realizowanych zadań (organa administracji wojskowej, komendy portów, składnic, szpitali, itp.) oraz słuchaczy wyższych uczelni wojskowych.

## Podział ćwiczeń
Ze względu na miejsce prowadzenia, strukturę organizacyjną i rozmach oraz ilość sił i środków zaangażowanych w ćwiczeniu dzielą się na: 
ćwiczenia „na mapach”
- prowadzone jest od szczebla brygady/pułku wzwyż, a od szczebla batalionu/dywizjonu ćwiczenia grupowe z kadrą. Ćwiczenie na mapach polega na szkoleniu sztabów i podległych dowódców w planowaniu, koordynowaniu i realizacji zadań taktycznych na mapach. Jest ono dobrym narzędziem do szkolenia przed udziałem w innych bardziej kosztownych rodzajach ćwiczeń[4].

wspomagane komputerowo
- jest formą ćwiczenia prowadzonego przez dowództwa i sztaby od szczebla oddziału wzwyż. W trakcie tego ćwiczenia do systemu symulacji komputerowej wprowadzane są w rzeczywistym czasie decyzje wypracowane przez ćwiczące dowództwa i doprowadzane do ćwiczących[5].

szkieletowe
jest formą ćwiczenia, stosowaną w szkoleniu praktycznym etatowych dowództw nie mniej niż dwóch szczebli dowodzenia w realnych warunkach terenowych z wykorzystaniem etatowych środków dowodzenia i łączności, z podległymi wojskami w terenie – stanowiska dowodzenia rozmieszczone są na realnych odległościach. Dla urealnienia działania dowództw w zakresie realizacji podejmowanych decyzji mogą i powinny być wykorzystywane pododdziały pozoracji (imitacji) pola walki i działań bojowych przeciwnika.
szkieletowe ćwiczenie dowódczo-sztabowe z epizodycznym udziałem wojsk
ćwiczenie, w którym oprócz dowództw biorą udział także pododdziały, oddziały i związki taktyczne najczęściej w etatowym łub zmniejszonym składzie, w celu realizacji jednego lub kilku, ale nie wszystkich etapów ćwiczenia lub tylko przećwiczenia ważnych z punktu widzenia szkolenia operacyjno-taktycznego zagadnień.
ćwiczenie dowódczo-sztabowe z oznaczonymi wojskami
ćwiczenie, w którym oprócz ćwiczących dowództw ćwiczą pododdziały, oddziały i związki taktyczne w oznaczonym składzie, imitując posiadanymi siłami i środkami znacznie większego zgrupowania wojsk. W takim składzie biorą udział we wszystkich etapach ćwiczenia lub tylko w niektórych. Dla urealnienia działania dowództw powinny być też wykorzystywane pododdziały pozoracji działań bojowych przeciwnika.

## Charakterystyka ćwiczeń
Cel ćwiczenia
Celem ćwiczeń dowódczo-sztabowych jest doskonalenie umiejętności dowódców i personelu sztabów w działaniu zespołowym, rozwiązywaniu problemów strategicznych, operacyjnych i taktycznych oraz dowodzenia i zabezpieczenia działań. Są sprawdzianem stopnia przygotowania dowództw i sztabów do pracy w warunkach zbliżonych do rzeczywistych.
Istota ćwiczenia
Istota tych ćwiczeń polega na tym, że zespół ćwiczący – stanowiąc etatowy organ dowodzenia wojskami – usprawnia i doskonali swą pracę w oparciu o stałe procedury operacyjne, przy czym każdy z ćwiczących pełni funkcję zgodnie z zajmowanym stanowiskiem, a w przypadku ćwiczeń organizowanych w uczelniach wojskowych – rolę wyznaczoną na ten okres.
Treść ćwiczenia
Treścią ćwiczeń dowódczo-sztabowych jest rozwiązywanie problemów z zakresu przygotowania działań strategicznych, operacyjnych i taktycznych. Ich tematyka obejmuje najczęściej działania kompleksowe, wynikające z przeznaczenia danej jednostki wojskowej, a także z charakteru współczesnego pola bitwy (walki).

## Przebieg ćwiczenia
Ćwiczenie dowódczo-sztabowe powinien prowadzić osobiście dowódca o jeden szczebel wyższy od ćwiczącego dowódcy.
Właściwym początkiem ćwiczenia powinno być wręczenie ćwiczącym sytuacji wyjściowej na pierwszy dzień ćwiczenia lub postawienie zadania operacyjnego (bojowego). Sytuację należy wręczać  z takim wyliczeniem, aby mogli oni w określonym czasie zapoznać się z położeniem wojsk. Może być ona wręczona z chwilą zajęcia rejonu/miejsca ćwiczenia.
Następnie kierownictwo ćwiczenia powinno sprawdzić rozmieszczenie ćwiczącego dowództwa, zwracając szczególną uwagę na organizację ochrony i obrony oraz funkcjonowanie systemu łączności.
Kierownictwo należy rozwijać w rejonie położonym w pobliżu rozmieszczenia ćwiczącego dowództwa, a w ćwiczeniach dwustronnych - w rejonie umożliwiającym dogodne kierowanie ćwiczeniem oraz osobisty kontakt z ćwiczącymi dowódcami.
Osoby funkcyjne kierownictwa oraz zespołów i grup sztabu kierownictwa mogą przybyć do ćwiczącego dowództwa bezpośrednio po zajęciu przez nie miejsc ćwiczeń. Zespoły podgrywające powinny zajmować swoje miejsca pracy jednocześnie z ćwiczącymi dowództwami. Przed rozpoczęciem ćwiczenia należy sprawdzić urządzenie i wyposażenie miejsc (stanowisk) pracy pod względem zapewnienia łączności.
Do chwili zajęcia wyznaczonych rejonów (miejsc) pracy kierownik ćwiczenia powinien kontrolować czynności wykonywane przez ćwiczące dowództwa. 
Zadanie (zadania) ćwiczącym dowódcom i sztabom należy wręczać w formie dyrektywy, rozkazu bojowego, zarządzenia lub wytycznych. Dokumenty te powinny odpowiadać sytuacji operacyjnej (taktycznej). Zadania bojowe mogą być również postawione ustnie przez kierownika ćwiczenia, występującego w roli przełożonego (dowódcy szczebla nadrzędnego), bądź upoważnionego przez niego zastępcę.
We wszystkich jednak wypadkach szkolonym należy podać dokładne dane dotyczące złożenia meldunków decyzji (zamiaru) oraz przedsięwzięć kierownictwa, w których realizacji mają uczestniczyć. Sztab kierownictwa powinien również określić terminy przedstawiania przez szkolonych meldunków bojowych.
Działania operacyjne (taktyczne) należy prowadzić w sposób ciągły, przestrzegając zasady, że czas astronomiczny pokrywa się z czasem operacyjnym („godzina za godzinę”). Trzeba na to przeznaczyć tyle czasu, aby rozwiązania wszystkich ważniejszych problemów były jak najbardziej zbliżone do rzeczywistych.
Podczas rozwiązywania zasadniczych problemów, dotyczących rozegrania sytuacji operacyjno-taktycznej (taktycznej), można dokonywać tak zwanych „przeskoków operacyjnych” (nie więcej niż dwa), czas „przeskoku” może obejmować od jednej do kilku dób. Pozwala to na rozpatrzenie w stosunkowo krótkim czasie kilku zagadnień. „Przeskok” taki należy połączyć z postawieniem szkolonym zadania w formie nowego założenia wprowadzającego w sytuację oraz wręczeniem dokumentów rozkazodawczych, przeznaczając określony czas (zależny od ćwiczącego szczebla) na zapoznanie się z ich treścią.
W ćwiczeniach dwustronnych „przeskok operacyjny” wprowadza się jednocześnie dla obu ćwiczących stron z zachowaniem ciągłości prowadzenia operacji (walki).
Należy zakładać, że podstawę działania wszystkich szkolonych dowództw (sztabów) stanowią decyzje ćwiczących. 
Dlatego w ćwiczeniach dowódczo-sztabowych ingerencja kierownictwa w rozgrywane sytuacje powinna być jak najmniejsza. Jednak w wypadku podjęcia przez ćwiczącego dowódcę decyzji utrudniającej rozpatrzenie ustalonych (wynikających z celu ćwiczenia) zagadnień trzeba wprowadzać do niej stosowne korekty.
W ćwiczeniach dowódczo-sztabowych należy przewidzieć pracę dowództw nad organizowaniem walki w terenie (np. rekonesans obszaru rozgrywanych działań).